# 埃特勒瓦勒
埃特勒瓦勒（法語：Étreval，法語發音：[etʁəval]）是法国默尔特-摩泽尔省的一个市镇，属于南锡区。

## 地理
埃特勒瓦勒（48°27'19"N, 6°3'5"E）面积2.37 平方千米，位于法国大東部大區默尔特-摩泽尔省，该省份为法国东北部内陆省份，是洛林的一部分，北邻比利时、卢森堡，北起顺时针与摩泽尔省、下莱茵省、孚日省和默兹省接壤。
与埃特勒瓦勒接壤的市镇（或旧市镇、城区）包括：沙乌耶、奥涅维尔、托雷-利奥泰、弗龙库尔。

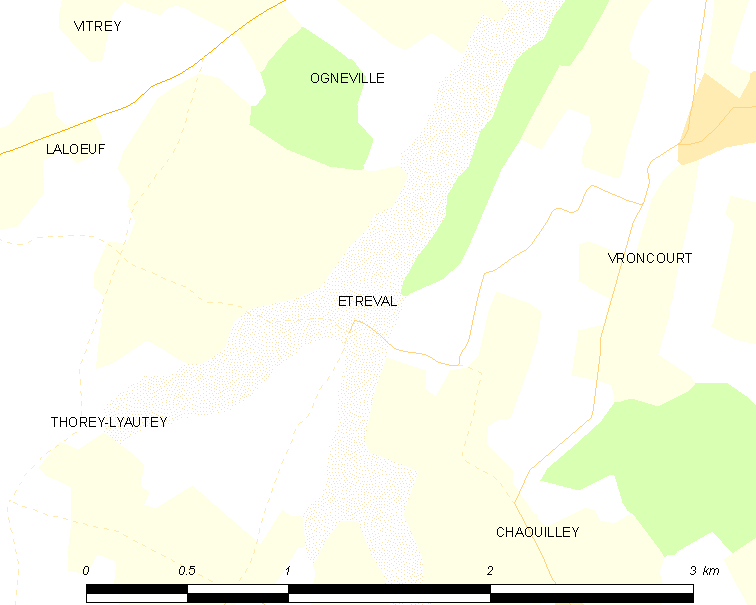
埃特勒瓦勒的OSM定位图

埃特勒瓦勒的时区为UTC+01:00、UTC+02:00（夏令时）。

## 行政
埃特勒瓦勒的邮政编码为54330，INSEE市镇编码为54185。

## 政治
埃特勒瓦勒所属的省级选区为梅讷欧桑图瓦县。

## 人口

1962-2008年间埃特勒瓦勒人口变化图示

埃特勒瓦勒于2022年1月1日时的人口数量为59人。